# 폐소공포증
폐소공포증(閉所恐怖症, claustrophobia)은 공포증의 일종으로, 닫히거나 좁은 공간 및 어두운 장소에 있을 때 극도의 공포를 느끼는 증상이다. 좁은 공간과 장소에 대해 과민 반응을 보이는 공포증은 외상후스트레스장애로 인해 발생하는 경우도 적지않다. 이러한 증상은 혼동되기 십상이지만, '폐색감'에 기인한 경우가 많다.

## 같이 보기
- 광장공포증
- 불안장애
- 공포증 목록
- 공황발작
- 생매장